# Jerbu de Hotson
El jerbu de Hotson (Scarturus hotsoni) és una espècie de rosegador de la família dels dipòdids. Viu a l'Afganistan, l'Iran i el Pakistan. Es tracta d'un animal nocturn. El seu hàbitat natural són els deserts gravencs i pedregosos de plana, on viu a altituds d'entre 200 i 1.500 msnm. És una espècie en risc mínim, és a dir, no sembla que hi hagi cap amenaça significativa per a la seva supervivència. Aquest tàxon fou anomenat en honor del soldat i funcionari britànic John Ernest Buttery Hotson.